# Campeonato Mundial de Patinaje Artístico sobre Hielo de 2015
El CV Campeonato Mundial de Patinaje Artístico se celebró en Shanghái (China) entre el 23 y el 29 de marzo de 2015 bajo la organización de la Unión Internacional de Patinaje sobre Hielo (ISU) y la Federación China de Patinaje sobre Hielo.
Las competiciones se realizaron en el Centro Deportivo Shanghái Oriental de la ciudad china.

## Calendario
- Hora local de Shanghái (UTC+8).

| Programa corto | Programa libre |

| Fecha       | Hora  | Evento             |
| ----------- | ----- | ------------------ |
| 25 de marzo | 09:30 | Danza sobre hielo  |
| 25 de marzo | 18:15 | Parejas            |
| 26 de marzo | 10:30 | Femenino           |
| 26 de marzo | 19:00 | Parejas            |
| 27 de marzo | 10:30 | Danza sobre hielo  |
| 27 de marzo | 16:30 | Masculino          |
| 28 de marzo | 10:30 | Femenino           |
| 28 de marzo | 17:45 | Masculino          |
| 29 de marzo | 14:00 | Gala de exhibición |

## Resultados

### Masculino
| Puesto | Nombre           | País       | Puntos |
| ------ | ---------------- | ---------- | ------ |
| Oro    | Javier Fernández | España     | 273,90 |
| Plata  | Yuzuru Hanyu     | Japón      | 271,08 |
| Bronce | Denis Ten        | Kazajistán | 267,72 |

### Femenino
| Puesto | Nombre                  | País  | Puntos |
| ------ | ----------------------- | ----- | ------ |
| Oro    | Yelizaveta Tuktamysheva | Rusia | 210,36 |
| Plata  | Satoko Miyahara         | Japón | 193,60 |
| Bronce | Yelena Radionova        | Rusia | 191,47 |

### Parejas
| Puesto | Nombre                      | País   | Puntos |
| ------ | --------------------------- | ------ | ------ |
| Oro    | Meagan Duhamel Eric Radford | Canadá | 221,53 |
| Plata  | Sui Wenjing Han Cong        | China  | 214,12 |
| Bronce | Pang Qing Tong Jian         | China  | 212,77 |

### Danza en hielo
| Puesto | Nombre                                | País           | Puntos |
| ------ | ------------------------------------- | -------------- | ------ |
| Oro    | Gabriella Papadakis Guillaume Cizeron | Francia        | 184,28 |
| Plata  | Madison Chock Evan Bates              | Estados Unidos | 181,34 |
| Bronce | Kaitlyn Weaver Andrew Poje            | Canadá         | 179,42 |

## Medallero
| Núm. | País           | Oro | Plata | Bronce | Total |
| ---- | -------------- | --- | ----- | ------ | ----- |
| 1    | Canadá         | 1   | 0     | 1      | 2     |
| 1    | Rusia          | 1   | 0     | 1      | 2     |
| 3    | España         | 1   | 0     | 0      | 1     |
| 3    | Francia        | 1   | 0     | 0      | 1     |
| 5    | Japón          | 0   | 2     | 0      | 2     |
| 6    | China          | 0   | 1     | 1      | 2     |
| 7    | Estados Unidos | 0   | 1     | 0      | 1     |
| 8    | Kazajistán     | 0   | 0     | 1      | 1     |
|      | TOTAL          | 4   | 4     | 4      | 12    |